# Błażej Haberbusch

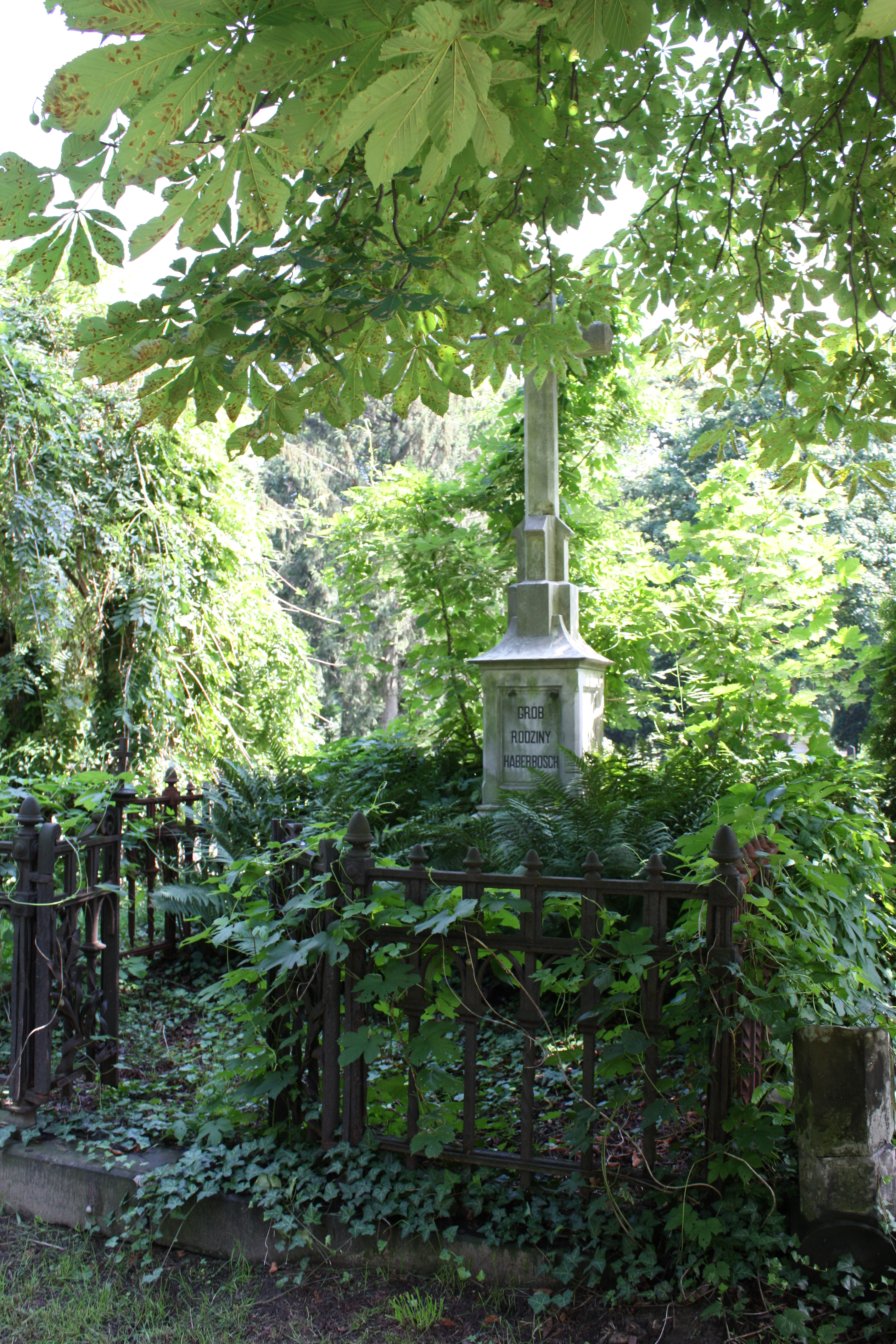
Grób rodziny Haberbosch (Haberbusch)

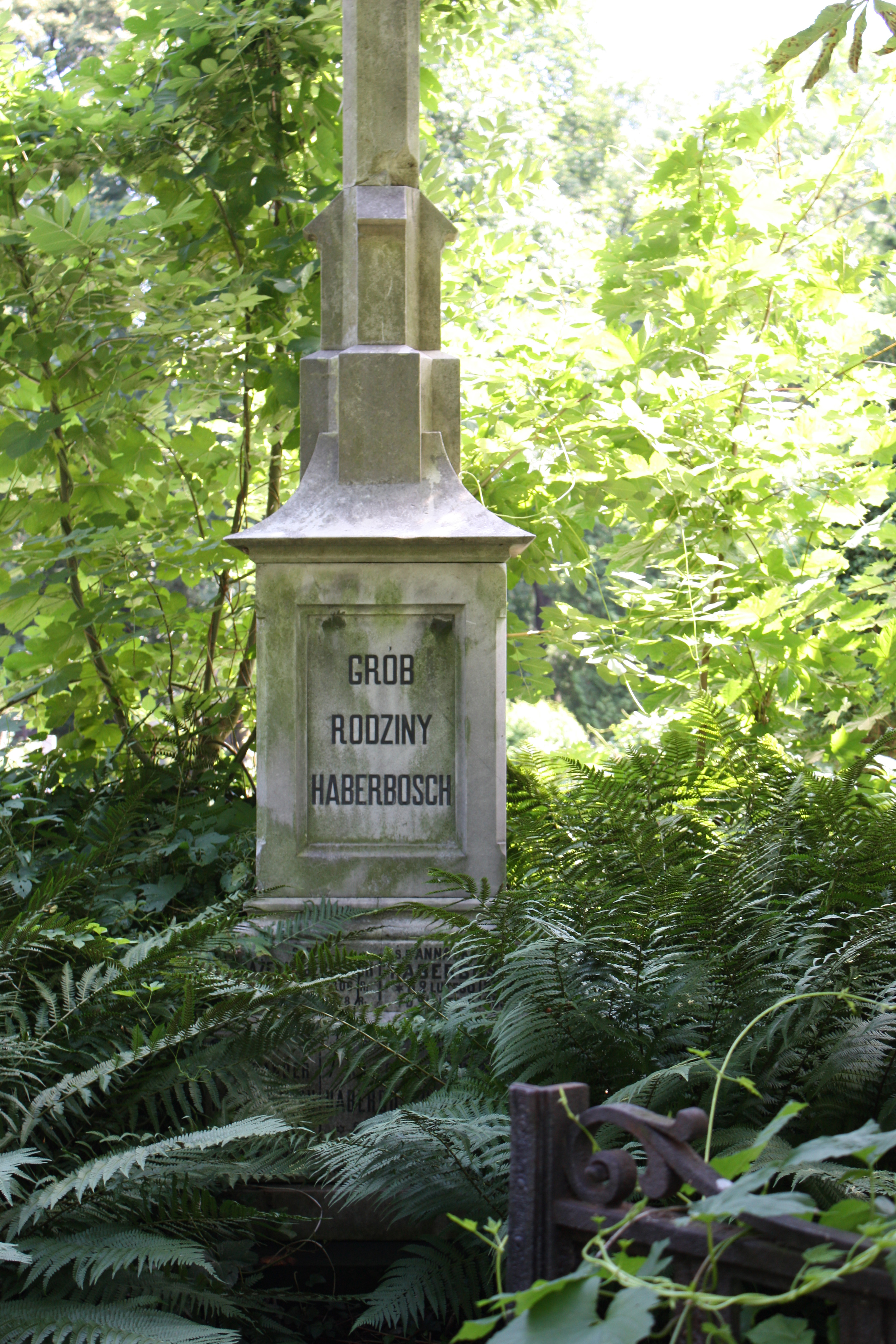
Zbliżenie grobu

Błażej Haberbusch (ur. 1806 we wsi Daugendorf w królestwie Wirtembergii, zm. 1878 r. w Warszawie) – syn piwowara Sebastiana i Marianny z d. Schmidt, mistrz piwowarski.
Został sprowadzony do Polski przez Jana Schoeffera, właściciela browaru w Warszawie, w celu warzenia nieznanego wcześniej w Polsce piwa bawarskiego. Podpisywał się nazwiskiem Haberbosch. Błażej Haberbusch poślubił Annę Mariannę Klawe (wcześniej miał nieślubną córkę Barbarę Amelię ur. 1840, zm. 1842 w Helenowie z Antoniną Jakubowską) w 1847 w W-wie par. ewang. Augsb i miał wraz z nią pięcioro dzieci: Karola (1848-1908), Henryka (1849-1903), Emilię (1851-1892), Paulinę (1853-1919) i Aleksandra (1855-1897). W 1846 z Janem Henrykiem Klawe, późniejszym teściem (właściciel dobrze prosperującej piekarni przy ul. Marszałkowskiej), zakupili browar przy ulicy Krochmalnej pod numerem hipotecznym 1003. Do spółki z pracującym wcześniej razem z nim w browarze Schoeffer i Glimpf Konstantym Schielem (przyszłym drugim zięciem J.H. Klawego) założyli spółkę Haberbusch, Schiele i Klawe. Pochowany na cmentarzu ewangelicko-augsburskim przy ulicy Młynarskiej (aleja 58, grób 12).